# Xenorhina obesa
Espèce
Synonymes
- Xenobatrachus obesus Zweifel, 1960

Statut de conservation UICN

 LC  : Préoccupation mineure
Xenorhina obesa est une espèce d'amphibiens de la famille des Microhylidae.

## Répartition
Cette espèce est endémique de Nouvelle-Guinée. Son aire de répartition concerne le Nord-Est de la province indonésienne de Papouasie, en Nouvelle-Guinée occidentale, et le Nord de la Papouasie-Nouvelle-Guinée. Elle est présente entre 700 et 880 m d'altitude,.

## Description
Xenorhina obesa mesure jusqu'à 72 mm.

## Étymologie
Son nom d'espèce, du latin obesa, « gros », lui a été donné en référence à la forme arrondie de son corps.

## Publication originale
- Zweifel, 1960 : A new microhylid frog from the Adelbert Mountains of New Guinea. American Museum Novitates, no 2012, p. 1-7 (texte intégral).